# Quilmes Atlético Club (fútbol femenino)
El Quilmes Atlético Club es una entidad deportiva argentina, de la ciudad de Quilmes, provincia de Buenos Aires. El equipo de fútbol femenino de Quilmes fue fundado en 2020. Actualmente se desempeña en la Primera División C, tercera división del fútbol femenino argentino.
Juega sus partidos de local en el anexo de fútbol juvenil, también llamado Alsina y Lora, donde también juegan sus partidos los equipos de inferiores.

## Historia

### Prueba de jugadoras
El fútbol femenino comenzó el 28 de agosto de 2020, cuando el club comenzó la inscripción para la prueba de jugadoras del equipo profesional, que empezaría a participar, en 2021, del campeonato de Primera División C. Debido a la Pandemia de COVID-19, dichas pruebas llegarían a efectuarse recién entre los días 23 y 25 de noviembre.

### Primer partido
Quilmes disputó sus primeros dos partidos, de carácter amistoso, frente a Asociación Nueva Alianza (equipo de La Plata). El primer encuentro finalizó 1-1, con gol de Mía González que había ingresado minutos antes. En el segundo partido, Las Cerveceras fueron derrotadas por 2-1 con gol de Florencia Cristaldo.

## Uniforme
El uniforme de Quilmes surge de la fusión de varios clubes ingleses. Su color inicial fue azul y rojo, pero en 1901 adoptó la camisa blanca y el pantalón azul. Con la salvedad del período 1908-1911 (todo azul) conserva esos colores hasta hoy.
En la actualidad viste:
- Uniforme titular: Camisa, pantalón y medias blancas con vivos azules.
- Uniforme alternativo: Camisa, pantalón y medias azules con vivos blancos.

Cabe aclarar que también se emplean otras combinaciones como camisa blanca, pantalón azul y medias blancas, etc.
| Titular |

| Alternativo |

### Indumentaria y patrocinador
| Período       | Logo   | Proveedor |
| ------------- | ------ | --------- |
| 2021-Presente | Hummel | Hummel    |

| Período       | Logo | Patrocinador      |
| ------------- | ---- | ----------------- |
| 2021-Presente | -    | Confitería Oddone |

| Período       | Patrocinador                |
| ------------- | --------------------------- |
| 2021-Presente | Carnicería y Granja La Ñata |

## Estadio

### Anexo Fútbol Juvenil
El fútbol femenino disputa sus partidos en el Anexo de Fútbol Juvenil, también conocido como Alsina y Lora. Comparte instalaciones con todas las categorías de fútbol juvenil masculino.

## Jugadoras

### Plantel
Fuentes:

### Cuerpo técnico 2021
| Nombre            | Puesto                 |
| ----------------- | ---------------------- |
| Roberto Ruiz Díaz | Entrenador             |
| Christian Carnoto | Ayudante de campo      |
| Sergio Alzugaray  | Preparador físico      |
| Fernando Díaz     | Entrenador de arqueros |
| Fernando Miguenz  | Psicólogo              |
| Viviana Pescia    | Nutricionista          |

## Datos del club

### Línea de tiempo
- Temporadas en Primera División: 0
- Temporadas en Segunda División: 0
- Temporadas en Tercera División: 5 (2021-)

## Palmarés

### Copas nacionales amistosas
- Copa 355° Ciudad de Quilmes 2021
- Copa 356° Ciudad de Quilmes 2022